# Pantoporia maena
Pantoporia maena är en fjärilsart som beskrevs av Felder 1863. Pantoporia maena ingår i släktet Pantoporia och familjen praktfjärilar. Inga underarter finns listade i Catalogue of Life.